# Mahtab
Mahtab (persisch مهتاب mahtâb, ‚Mondlicht‘) ist ein persischer weiblicher Vorname.

## Namensträgerinnen
- Mahtob Mahmoody (* 1979), Schriftstellerin und Tochter von Betty Mahmoody